# 雙溝月
雙溝月（印尼語：Sungai Ayak Dua、通稱Sungai Ayak）是印度尼西亞西加里曼丹省昔加羅縣下勿里當鎮下轄的一個村，為下勿里當鎮政府所在地，位於該鎮西南部，東接Entabuk村，南隔卡普阿斯河與Sungai Ayak Satu村為界，西鄰昔加羅鎮Seraras村，北連Merbang村、Tapang Pulau村。